# Жорданова нормальна форма
У лінійній алгебрі жорданова нормальна форма — нормальна форма, до якої можна привести довільну квадратну матрицю над полем, що містить всі її власні значення, за допомогою переходу до певного базису. Дана форма запису матриці має важливе теоретичне значення у лінійній алгебрі і при розв'язуванні систем диференціальних рівнянь.

## Мотивація
Квадратну матрицю A розмірності n можна привести до діагонального виду тоді і тільки тоді, коли сума розмірностей власних просторів, що відповідають різним власним значенням дорівнює n, або ,еквівалентно, якщо і тільки якщо A має n лінійно незалежних власних векторів. Таке приведення до діагонального виду можливе не для всіх матриць. Наприклад матриця:
{\displaystyle A={\begin{bmatrix}5&4&2&1\\0&1&-1&-1\\-1&-1&3&0\\1&1&-1&2\end{bmatrix}}.}
Власними значеннями даної матриці A є λ = 1, 2, 4, 4. Розмірність ядра матриці (A − 4In) дорівнює 1, отже A не допускає діагоналізації. Проте для неї існує невироджена матриця P, така що A = PJP−1, де
{\displaystyle J={\begin{bmatrix}1&0&0&0\\0&2&0&0\\0&0&4&1\\0&0&0&4\end{bmatrix}}.}
Матриця J є майже діагональною. Вона й називається жордановою формою матриці A.

## Означення
Матриця виду:
{\displaystyle {\mathcal {J}}_{\lambda }={\begin{bmatrix}\lambda &1&&&&\\&\lambda &1&&(0)&\\&&\ddots &\ddots &&\\&&&\ddots &\ddots &\\&(0)&&&\lambda &1\\&&&&&\lambda \\\end{bmatrix}}}
називається жордановим блоком із власним значенням {\displaystyle \lambda }.
Матриця 
{\displaystyle {\mathcal {J}}={\begin{bmatrix}{\mathcal {J}}_{\lambda _{1}}&&&&\\&{\mathcal {J}}_{\lambda _{2}}&&&\\&&\ddots &&\\&&&\ddots &\\&&&&{\mathcal {J}}_{\lambda _{r}}\\\end{bmatrix}}}
де блоки на діагоналі — жорданові блоки, називається жордановою матрицею.
Для довільної квадратної матриці {\displaystyle A} над алгебраїчно замкнутим полем {\displaystyle k} завжди існує така квадратна невироджена матриця {\displaystyle C} над {\displaystyle k}, що {\displaystyle J=C^{-1}AC} є жордановою матрицею (інакше кажучи {\displaystyle A} подібна у {\displaystyle k} деякій жордановій матриці). 
Матриця {\displaystyle J=C^{-1}AC}, вказана вище, називається жордановою формою (або жордановою нормальною формою) матриці {\displaystyle A}. 
Жорданова форма матриці визначена не однозначно, а з точністю до порядку жорданових блоків.
Точніше, дві жорданові матриці подібні у {\displaystyle k} у тому і лише в тому
випадку, коли вони складені з одних і тих же жорданових блоків і відрізняються один від одного лише
розташуванням цих блоків на головній діагоналі.
Крім жорданової нормальної форми, розглядають ряд інших типів нормальних форм матриці. 
До їх розгляду вдаються, наприклад, коли основне поле не містить всіх коренів мінімального многочлена матриці.

### Узагальнені (приєднані) власні вектори
Нехай матриця A подібна деякому жордановому блоку, тобто для деякої невиродженої матриці P виконується P−1AP = Jλ, або
{\displaystyle \;AP=PJ_{\lambda }.}
Позначимо вектори-стовпці матриці P pi, i = 1, ..., k, тоді
{\displaystyle A{\begin{bmatrix}p_{1}&p_{2}&p_{3}&\ldots &p_{k}\end{bmatrix}}={\begin{bmatrix}p_{1}&p_{2}&p_{3}&\ldots &p_{k}\end{bmatrix}}{\begin{bmatrix}\lambda &1&&&&\\&\lambda &1&&(0)&\\&&\ddots &\ddots &&\\&&&\ddots &\ddots &\\&(0)&&&\lambda &1\\&&&&&\lambda \\\end{bmatrix}}=}
{\displaystyle ={\begin{bmatrix}p_{1}&p_{1}+\lambda p_{2}&p_{2}+\lambda p_{3}&\ldots &p_{k-1}+\lambda p_{k}\end{bmatrix}}}
Звідси 
{\displaystyle \;(A-\lambda I)p_{1}=0}
{\displaystyle \;(A-\lambda I)p_{2}=p_{1}}
{\displaystyle \;(A-\lambda I)p_{3}=p_{2}}
{\displaystyle \ldots \ldots \ldots \ldots \ldots }
{\displaystyle \;(A-\lambda I)p_{k}=p_{k-1}}
Далі {\displaystyle \;(A-\lambda I)^{r}p_{k}=p_{k-r}}, і зокрема {\displaystyle \;(A-\lambda I)^{k}p_{k}=(A-\lambda I)p_{1}=0}
Вектор x для якого виконується {\displaystyle \;(A-\lambda I)^{m}x=0} для деякого власного значення λ і цілого числа m називається узагальненим (приєднаним) власним вектором.
Якщо розглядати тепер довільну жорданову матрицю, то подібно до попереднього можна показати, що деяка матриця є подібною до жорданової матриці, якщо існує базис лише з узагальнених власних векторів. Тобто існують цілі числа {\displaystyle n_{1},n_{2},\ldots ,n_{s}} і вектори {\displaystyle p_{i}^{j},\,i=1\ldots ,j=1\ldots n_{i}}, де {\displaystyle p_{i}^{1}} — власні вектори і {\displaystyle \;(A-\lambda I)p_{i}^{k}=p_{i}^{k-1}} для відповідного власного значення λ.

## Властивості
- Кількість жорданових блоків порядку {\displaystyle n} з власним значенням {\displaystyle \lambda } у жордановії формі матриці {\displaystyle A} можна обчислити за формулою

{\displaystyle c_{n}(\lambda )=\operatorname {rank} (A-\lambda I)^{n-1}-2\operatorname {rank} (A-\lambda I)^{n}+\operatorname {rank} (A-\lambda I)^{n+1}}
де {\displaystyle I} - одинична матриця того ж порядку що і {\displaystyle A}, {\displaystyle \operatorname {rank} B} — ранг матриці {\displaystyle B}, а {\displaystyle \operatorname {rank} (A-\lambda I)^{0}}, за визначенням, рівний порядку {\displaystyle A}.
- У випадку якщо поле {\displaystyle k} не є алгебраїчно замкнутим, для того, щоб матриця {\displaystyle A} була подібна у {\displaystyle k} деякій жордановій матриці, необхідно і достатньо, щоб поле {\displaystyle k} містило всі корені характеристичного многочлена матриці {\displaystyle A}.
- У ермітовій матриці всі жорданові блоки мають розмір 1.

## Дійсна жорданова нормальна форма
Поле дійсних чисел не є алгебраїчно замкнутим тому не кожну матрицю з дійсними елементами можна звести до жорданової матриці з дійсними елементами. Це можливо лише у випадку коли всі власні значення матриці є дійсними.
Проте для дійсної матриці кожному жордановому блоку для комплексного власного значення a + ib відповідає жордановий блок для спряженого комплексного власного значення a - ib.
Цим двом блокам відповідає дійсний жорданів блок:
{\displaystyle J_{j}={\begin{pmatrix}a_{j}&b_{j}&1&0&&&&0\\-b_{j}&a_{j}&0&1&&&&\\&&a_{j}&b_{j}&1&0&&\\&&-b_{j}&a_{j}&0&1&&\\&&&\ddots {}&\ddots {}&\ddots {}&1&0\\&&&&\ddots {}&\ddots {}&0&1\\&&&&&\ddots {}&a_{j}&b_{j}\\0&&&&&&-b_{j}&a_{j}\\\end{pmatrix}}.}
Загалом звідси можна визначити дійсну жорданову нормальну форму:
{\displaystyle J={\begin{pmatrix}J_{1}&&0\\&\ddots {}&\\0&&J_{k}\end{pmatrix}}=P^{-1}AP}
де {\displaystyle J_{i}} — звичайні жорданові блоки для дійсних власних значень і визначені вище дійсні жорданові блоки для спряжених комплексних власних значень.